# Mohegans
Ne doit pas être confondu avec Mohicans.
Pour l’article homonyme, voir Mohegan (langue).

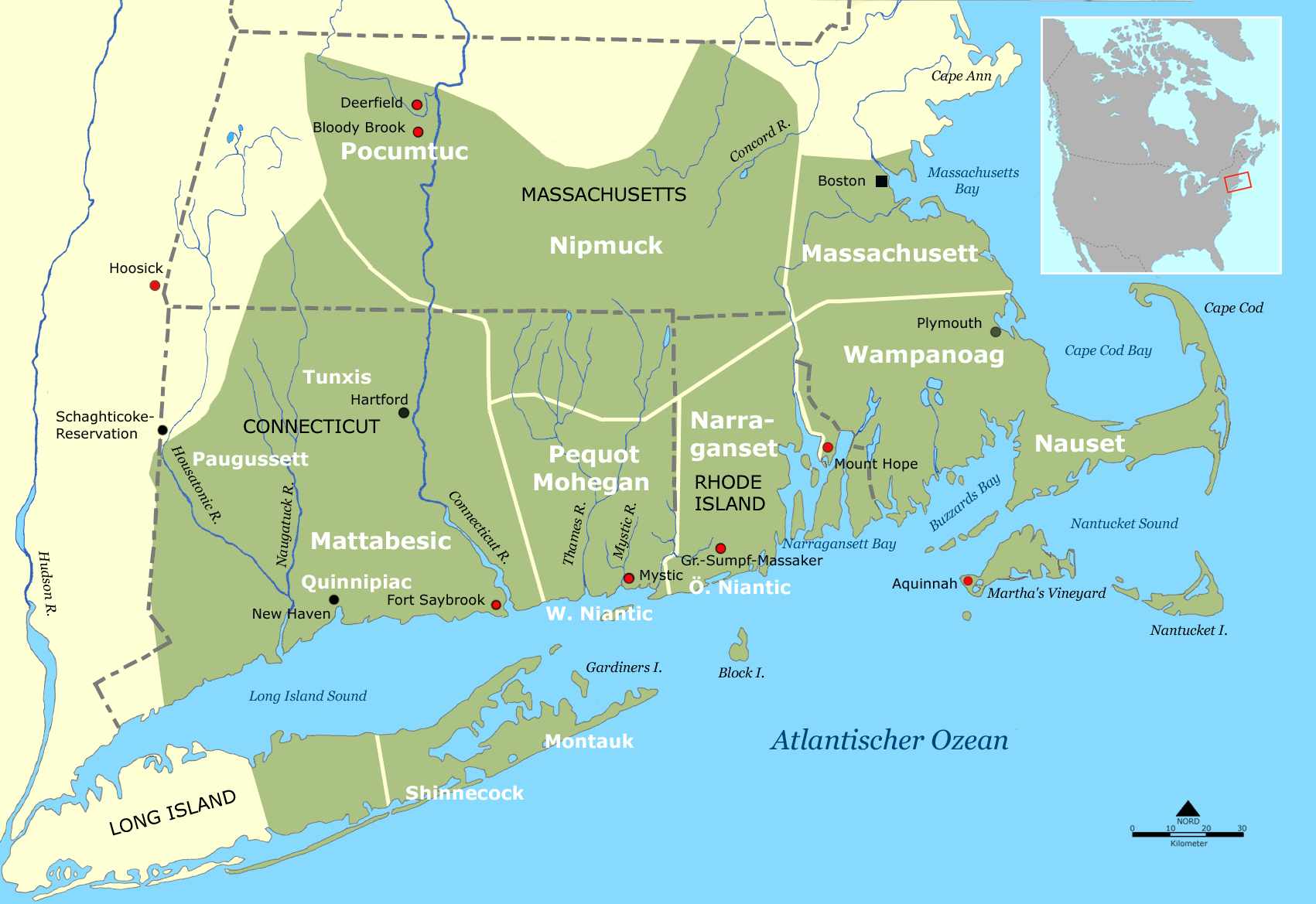
Cartes des territoires tribaux amérindiens.

La nation Mohegan est une nation appartenant à la famille linguistique des langues algonquiennes qui vit dans la partie orientale de la haute vallée de la Thames dans le Connecticut au nord-est des États-Unis.
La nation était à l'origine liée à la nation pequot jusqu'à l'arrivée des premiers colons européens. En 1637, la nation Pequot fut anéantie lors de la campagne du capitaine Mason et la nation Mohegan se plaça sous sa protection. La nation est reconnue par le gouvernement fédéral américain depuis 1994. Elle a le droit de gérer le Mohegan Sun Casino à Uncasville (Connecticut) et un autre casino en Pennsylvanie[réf. nécessaire].
Cette nation ne doit pas être confondue avec la nation des Mohicans.